# جزایر سنت پتر
جزایر سنت پتر (روسی: Острова Петра) گروهی از جزیره‌ها در سرزمین کراسنویارسک کشور روسیه است.